# 지룽시
지룽시(중국어 정체자: 基隆市, 병음: Jīlóng Shì, 한자음: 기륭시, 대만어: Ke-lâng-chhī, 께랑치, 영어: Keelung)는 중화민국 타이완성 북쪽에 있는 성할시이자 항구 도시이다. 대만에서 2번째로 큰 항구가 있으며 무역항이다. 야경으로 유명하다. 타이베이현이 직할시인 신베이시로 개편되어 타이완성으로부터 독립하면서 월경지가 되었다.

## 역사

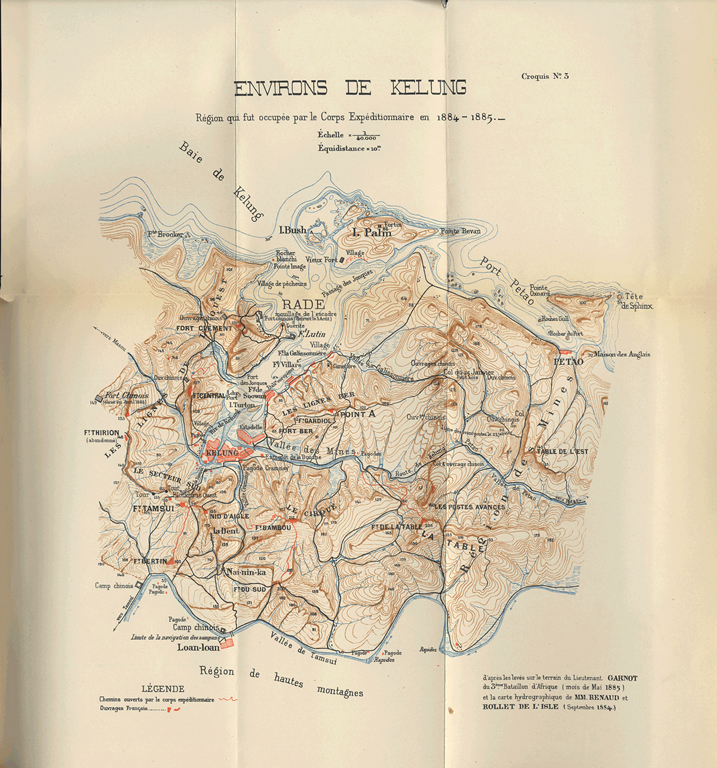
지룽항 크로키 (1894)

지룽은 원래 계롱(雞籠)으로 불렸던 곳이다. 17세기 초에 스페인인들이 이 곳으로 진출한 이후부터 네덜란드인, 정성공 일파의 거점이기도 했다. 청나라가 정씨왕국을 격파한 다음에는 청나라의 영토로 편입되었다. 청나라가 통치할 시기인 1861년, 대외적으로 개항이 시작했다. 게다가 1885년에는 타이완성이 설치되었고, 지명도 계롱에서 기륭(基隆)으로 바뀌었다. 이러한 개명은 같은 발음의 뜻이 좋은 한자로 바꾼 것이다.
이처럼 지룽은 일본 제국의 식민 통치 시대(대만일치시기) 이전부터 대외 무역의 거점이었지만, 항만의 수심이 얕았고 게다가 대형선이 정박하기에는 부족한 것도 많았다. 그리고 근대적인 항구로서는 한계가 있었다. 거기서 일본이 1895년부터 대만을 통치하기 시작하면서 4년 뒤인 1899년부터 준설 공사와 방파제 건설을 빨리 진행시켜서 1만 톤 급의 선박이 정박 가능하게 공사를 진행했다. 같은 시대에 지룽은 타이완 남북 철도의 북쪽 기점으로 여겨지면서 그 중요성이 높아졌다. 사실상, 지룽은 일본 해군이 위치한 군항이자 요새였다.
지룽은 대만 북쪽이라는 지형으로 인해서 일본과도 연결되었다. 일본에서 이주한 일본인도 많았고 도시화도 빨리 진행되었다. 1925년에 시가 되었는데 그 당시의 인구는 7만 명으로 4분의 1이 일본인이었다.
현재 지룽은 대만 북부의 항만 도시이자 타이베이의 위성 도시로서 발전하고 있다. 이 때문에 외성인(外省人)이 많아 국민당의 지지율이 높은 편이다. 최근에는 지룽항 주변을 정비해 관광지화를 도모하고 있다.

## 행정 구역
| 지룽시에는 7개의 구가 있다: | 이름   |        | 인구        | 면적 |
|                             |        |        | 2015년 기준 | km2  |
| ■ 중정구                    | 中正區 | 52,861 | 10.2118     |      |
| ■ 중산구                    | 中山區 | 48,418 | 10.5238     |      |
| ■ 런아이구                  | 仁愛區 | 45,896 | 4.2335      |      |
| ■ 신이구                    | 信義區 | 51,480 | 10.6706     |      |
| ■ 안러구                    | 安樂區 | 81,514 | 18.0250     |      |
| ■ 놘놘구                    | 暖暖區 | 38,373 | 22.8283     |      |
| ■ 치두구                    | 七堵區 | 54,062 | 56.2659     |      |

## 기후
| 지룽시의 기후                                                               | 지룽시의 기후 | 지룽시의 기후 | 지룽시의 기후 | 지룽시의 기후 | 지룽시의 기후 | 지룽시의 기후 | 지룽시의 기후 | 지룽시의 기후 | 지룽시의 기후 | 지룽시의 기후 | 지룽시의 기후 | 지룽시의 기후 | 지룽시의 기후    |
| 월                                                                          | 1월           | 2월           | 3월           | 4월           | 5월           | 6월           | 7월           | 8월           | 9월           | 10월          | 11월          | 12월          | 연간             |
| --------------------------------------------------------------------------- | ------------- | ------------- | ------------- | ------------- | ------------- | ------------- | ------------- | ------------- | ------------- | ------------- | ------------- | ------------- | ---------------- |
| 역대 최고 기온 °C (°F)                                                      | 32.1 (89.8)   | 31.2 (88.2)   | 33.0 (91.4)   | 35.2 (95.4)   | 37.3 (99.1)   | 37.6 (99.7)   | 38.8 (101.8)  | 38.5 (101.3)  | 37.0 (98.6)   | 34.3 (93.7)   | 32.4 (90.3)   | 30.0 (86.0)   | 38.8 (101.8)     |
| 일평균 최고 기온 °C (°F)                                                    | 18.4 (65.1)   | 19.1 (66.4)   | 21.0 (69.8)   | 24.7 (76.5)   | 28.0 (82.4)   | 31.2 (88.2)   | 33.3 (91.9)   | 32.5 (90.5)   | 29.8 (85.6)   | 26.1 (79.0)   | 23.6 (74.5)   | 20.1 (68.2)   | 25.7 (78.2)      |
| 일일 평균 기온 °C (°F)                                                      | 16.1 (61.0)   | 16.4 (61.5)   | 18.1 (64.6)   | 21.6 (70.9)   | 24.8 (76.6)   | 27.6 (81.7)   | 29.5 (85.1)   | 29.1 (84.4)   | 27.2 (81.0)   | 24.2 (75.6)   | 21.5 (70.7)   | 18.0 (64.4)   | 22.8 (73.1)      |
| 일평균 최저 기온 °C (°F)                                                    | 14.2 (57.6)   | 14.3 (57.7)   | 15.7 (60.3)   | 19.0 (66.2)   | 22.3 (72.1)   | 25.0 (77.0)   | 26.7 (80.1)   | 26.5 (79.7)   | 25.0 (77.0)   | 22.4 (72.3)   | 19.6 (67.3)   | 16.1 (61.0)   | 20.6 (69.0)      |
| 역대 최저 기온 °C (°F)                                                      | 3.9 (39.0)    | 5.6 (42.1)    | 3.9 (39.0)    | 9.2 (48.6)    | 13.9 (57.0)   | 16.7 (62.1)   | 21.4 (70.5)   | 20.1 (68.2)   | 17.1 (62.8)   | 12.2 (54.0)   | 9.7 (49.5)    | 4.6 (40.3)    | 3.9 (39.0)       |
| 평균 강수량 mm (인치)                                                       | 327.8 (12.91) | 349.8 (13.77) | 274.4 (10.80) | 211.0 (8.31)  | 284.1 (11.19) | 290.4 (11.43) | 119.5 (4.70)  | 211.4 (8.32)  | 390.1 (15.36) | 377.6 (14.87) | 396.9 (15.63) | 356.6 (14.04) | 3,589.6 (141.33) |
| 평균 강수일수 (≥ 0.1 mm)                                                    | 19.6          | 17.9          | 18.7          | 16.0          | 16.1          | 14.8          | 8.5           | 11.6          | 15.2          | 17.1          | 18.6          | 19.5          | 193.6            |
| 평균 상대 습도 (%)                                                          | 78.5          | 79.5          | 79.0          | 77.4          | 77.4          | 76.9          | 71.9          | 73.6          | 75.3          | 75.6          | 77.1          | 76.6          | 76.6             |
| 평균 월간 일조시간                                                          | 52.6          | 57.9          | 80.6          | 91.2          | 111.9         | 138.4         | 229.2         | 208.2         | 147.4         | 85.7          | 65.3          | 48.5          | 1,316.9          |
| 출처: 중화민국 교통부 중앙기상국 (평년값: 1991년~2020년, 극값: 1946년~현재) |               |               |               |               |               |               |               |               |               |               |               |               |                  |

## 인구 변화
| 연도          | 인구    | 기록                        |
| ------------- | ------- | --------------------------- |
| 1840          | 700호   |                             |
| 1897          | 9,500   |                             |
| 1924          | 58,000  |                             |
| 1943          | 100,000 |                             |
| 1944          | 92,000  | 2차 대전 때의 폭격으로 감소 |
| 1948          | 130,000 | 28,000명의 본토인 유입      |
| 1971          | 330,000 |                             |
| 1990년대 후반 | 347,828 |                             |

| 연도                                                                                             | 인구    | ±%     |
| ------------------------------------------------------------------------------------------------ | ------- | ------ |
| 1960                                                                                             | 234,442 | —      |
| 1966                                                                                             | 287,156 | +22.5% |
| 1970                                                                                             | 324,040 | +12.8% |
| 1975                                                                                             | 341,383 | +5.4%  |
| 1980                                                                                             | 344,867 | +1.0%  |
| 1985                                                                                             | 351,524 | +1.9%  |
| 1990                                                                                             | 352,919 | +0.4%  |
| 1995                                                                                             | 368,771 | +4.5%  |
| 2000                                                                                             | 388,425 | +5.3%  |
| 2005                                                                                             | 390,633 | +0.6%  |
| 2010                                                                                             | 384,134 | −1.7%  |
| 2015                                                                                             | 372,105 | −3.1%  |
| Source: “Current population of counties and cities”. Ministry of the Interior Population Census. |         |        |

## 교육
- 국립 타이완 해양대학

## 교통

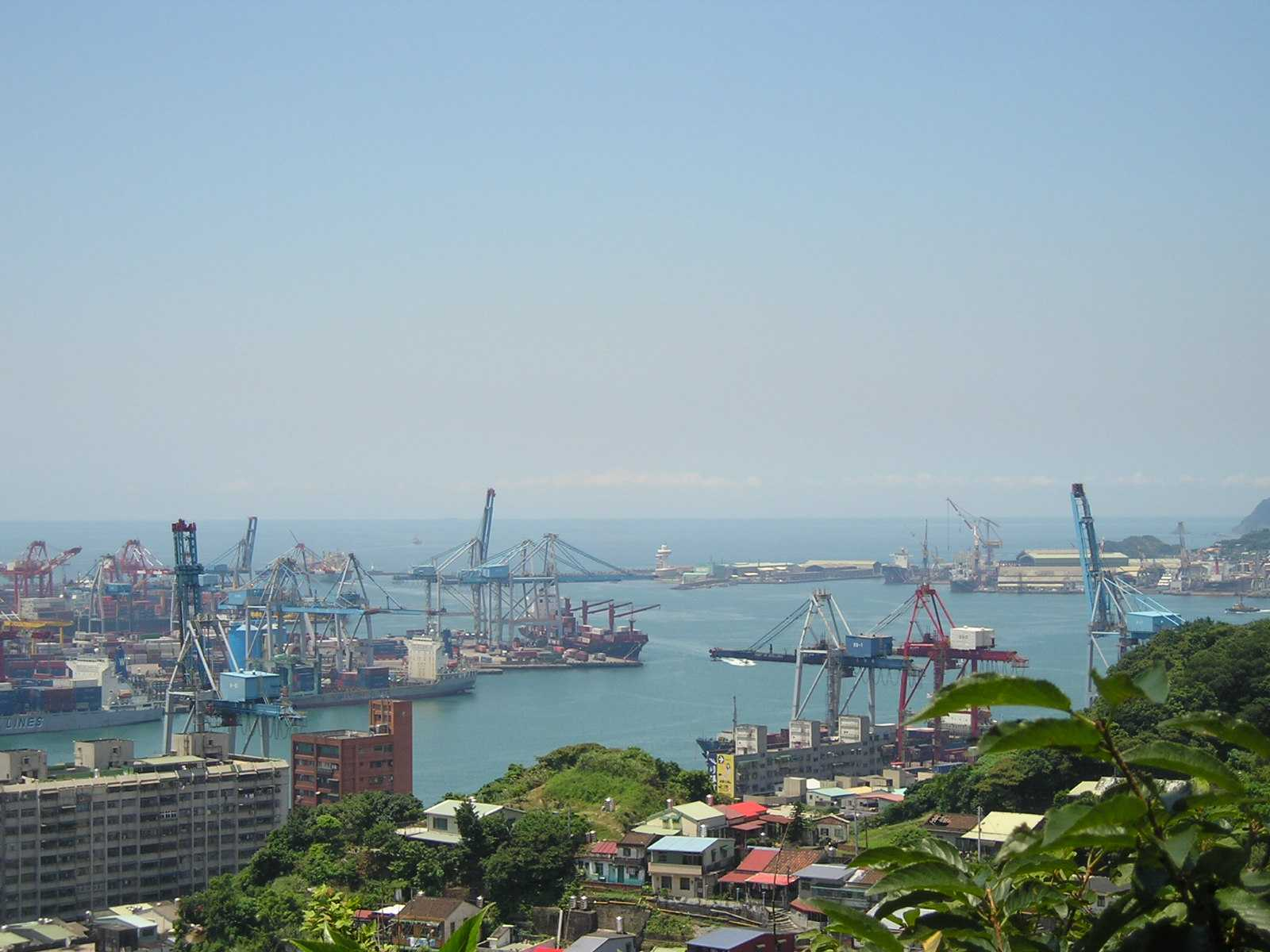
지룽항

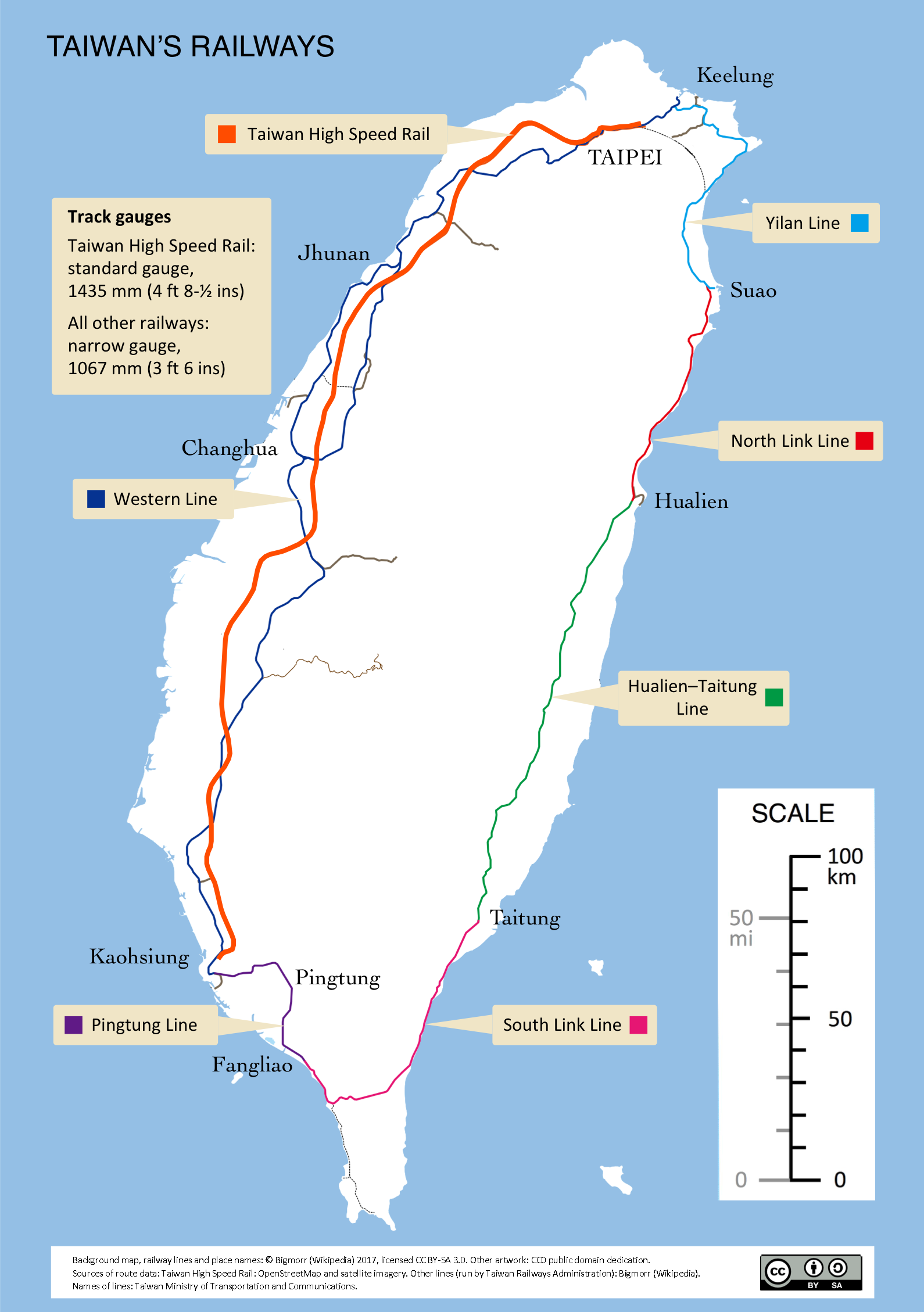
타이완 철도 지도

### 철도
- 타이완 철로관리국
  - 종관선
    - 지룽 역 - 싼컹 역 - 바두 역 - 치두 역 - 바이푸 역 (->신베이시)

  - 동부간선
    - 바두 역 - 놘놘 역 (-> 신베이시)

### 도로
- 중산 고속공로(국도 1호선)
- 포모사 고속공로(국도 3호선)

### 항만
- 지룽항

## 자매 도시
- 대한민국 상주시
- 필리핀 바콜로드
- 마셜 제도 비키니 환초
- 미국 캠벨
- 미국 코퍼스크리스티
- 필리핀 다바오
- 남아프리카공화국 이스트런던
- 오스트레일리아 매릭빌
- 일본 미야코지마시
- 미국 로즈미드
- 필리핀 바기오
- 캐나다 벤쿠버
- 미국 애키모